# Buchberg am Kamp
Buchberg am Kamp ist ein Ort und eine Katastralgemeinde der Marktgemeinde Gars am Kamp im Bezirk Horn in Niederösterreich.

## Geografie
Der Ort liegt im Kamptal zwischen Gars am Kamp und Plank am Kamp. Die Seehöhe in der Ortsmitte beträgt 254 Meter. Die Fläche der Katastralgemeinde umfasst 2,59 km². Die Einwohnerzahl beläuft sich auf 53 Einwohner (Stand: 1. Jänner 2024).

## Postleitzahl
In der Marktgemeinde Gars am Kamp finden mehrere Postleitzahlen Verwendung. Buchberg am Kamp hat die Postleitzahl 3571.

## Bevölkerungsentwicklung
| Jahr      | 1830 | 1890 | 1923 | 1951 | 1961 | 1971 | 1991 | 2001 |
| --------- | ---- | ---- | ---- | ---- | ---- | ---- | ---- | ---- |
| Einwohner | 169  | 188  | 174  | 161  | 115  | 107  | 49   | 53   |

## Geschichte

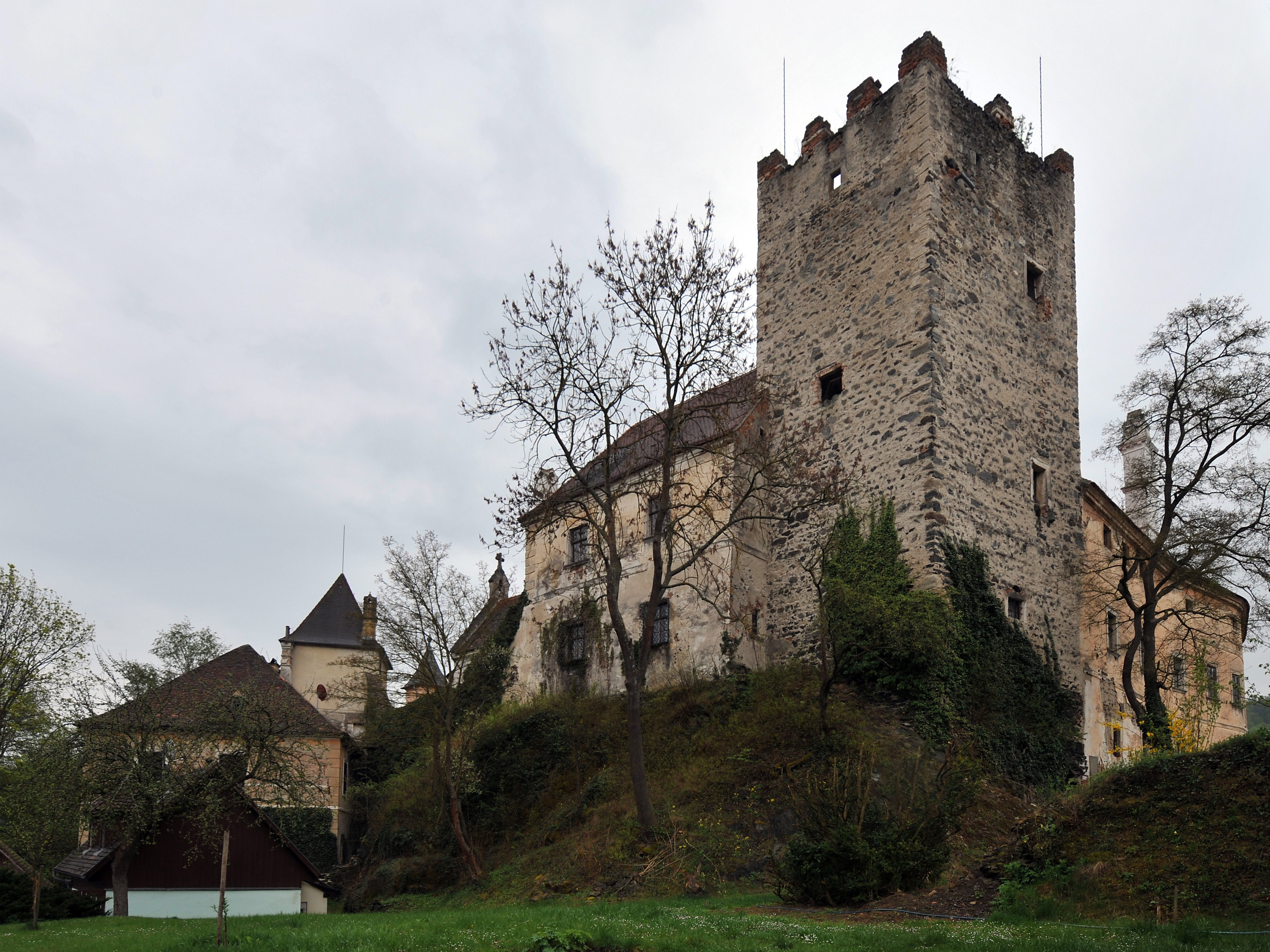
Schloss Buchberg

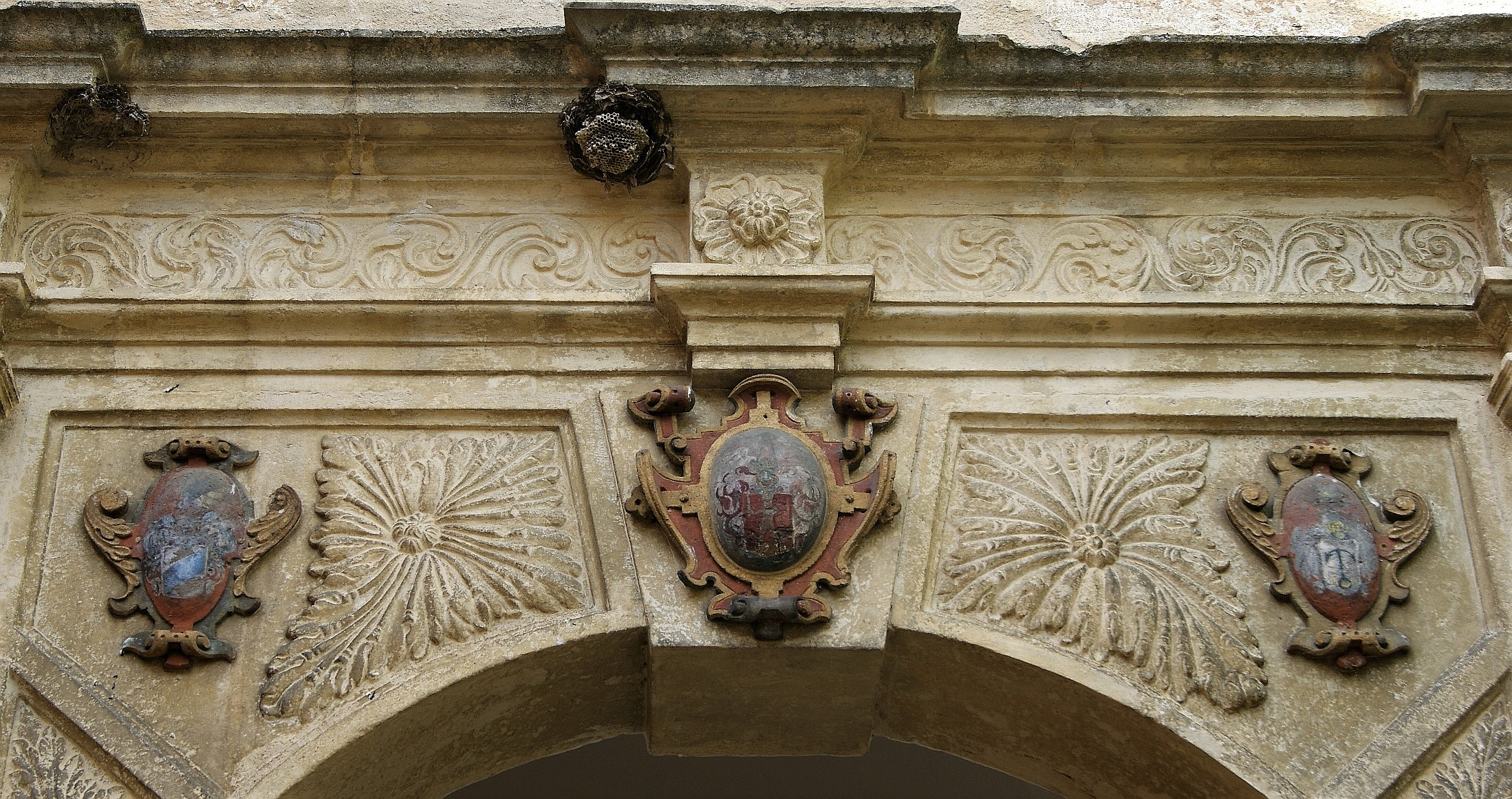
Wappen des Johann Ludwig von Kuefstein mit den Wappen seiner beiden Ehefrauen Maria Grabner von Rosenburg (1589–1623) (links) und Susanna Eleonora von Stubenberg (1602–1658) (rechts) in einem Innenhof auf Schloss Buchberg

Buchberg wurde erstmals um 1160 urkundlich erwähnt, als ein Ministeriale der Babenberger, Heinrich von Buochperge, ansässig war. Die Buchberger sind bis ins erste Drittel des 13. Jahrhunderts nachweisbar, dann gelangte die Burg in den Besitz der Falkenberger, die sich fortan ebenfalls Buchberger nannten. 1330 kam die Hälfte der Burg in den Besitz der Habsburger, die andere Hälfte erwarben 1339 die Herren von Winkl. 1356 bis in die Mitte des 15. Jahrhunderts besaß das Adelsgeschlecht Stockhorn Burg und Herrschaft. Hernach scheinen die Grabner zu Rosenburg oder auch die Kuefstein als Herren auf. 1823 erwarb das hochadelige Haus Croÿ das Schloss, 1965 ging es in den Besitz der Familie Bogner über. Im Jahr 1822 wurde der Ort als Dorf mit 26 Häusern genannt, das nach Gars eingepfarrt war, wohin auch die Kinder eingeschult wurden. Die Herrschaft Buchberg besaß die Ortsobrigkeit, besorgte die Konskription und die Herrschaft Gars übte die Landgerichtsbarkeit aus. Die Untertanen und Grundholde des Ortes gehörten den Herrschaften Buchberg und Gars.
Mit der Inbetriebnahme der Kamptalbahn entwickelte sich Buchberg am Kamp zu einer kleinen Sommerfrische. Laut Adressbuch von Österreich waren im Jahr 1938 in der Ortsgemeinde Buchberg am Kamp ein Dachdecker, ein Gastwirt, ein Gemischtwarenhändler, eine Milchgenossenschaft, zwei Mühlen, ein Schneider und eine Schneiderin, ein Schuster, ein Tischler und einige Landwirte ansässig. Inhaber der Gutsverwaltung war Fürst Klemens Croy.

## Gemeinde
Nach 1945 konnte der Ort nicht mehr an die Tradition der Sommerfrische anschließen. Veränderte Reisegewohnheiten, aber auch der Bau der Kamptal-Stauseen, der zu einem starken Temperaturrückgang des von zahlreichen Badeanstalten gesäumten Kamps führte, entzogen dem Tourismus im Kamptal seine wichtigsten Grundlagen. 1938 wurde die bis dahin selbstständige Gemeinde der Marktgemeinde Gars am Kamp angeschlossen, 1945 wurde sie wieder selbstständig. 1971 wurde sie im Zuge der Gemeindezusammenlegungen zu einem Ortsteil der Marktgemeinde Gars am Kamp.

## Sehenswürdigkeiten

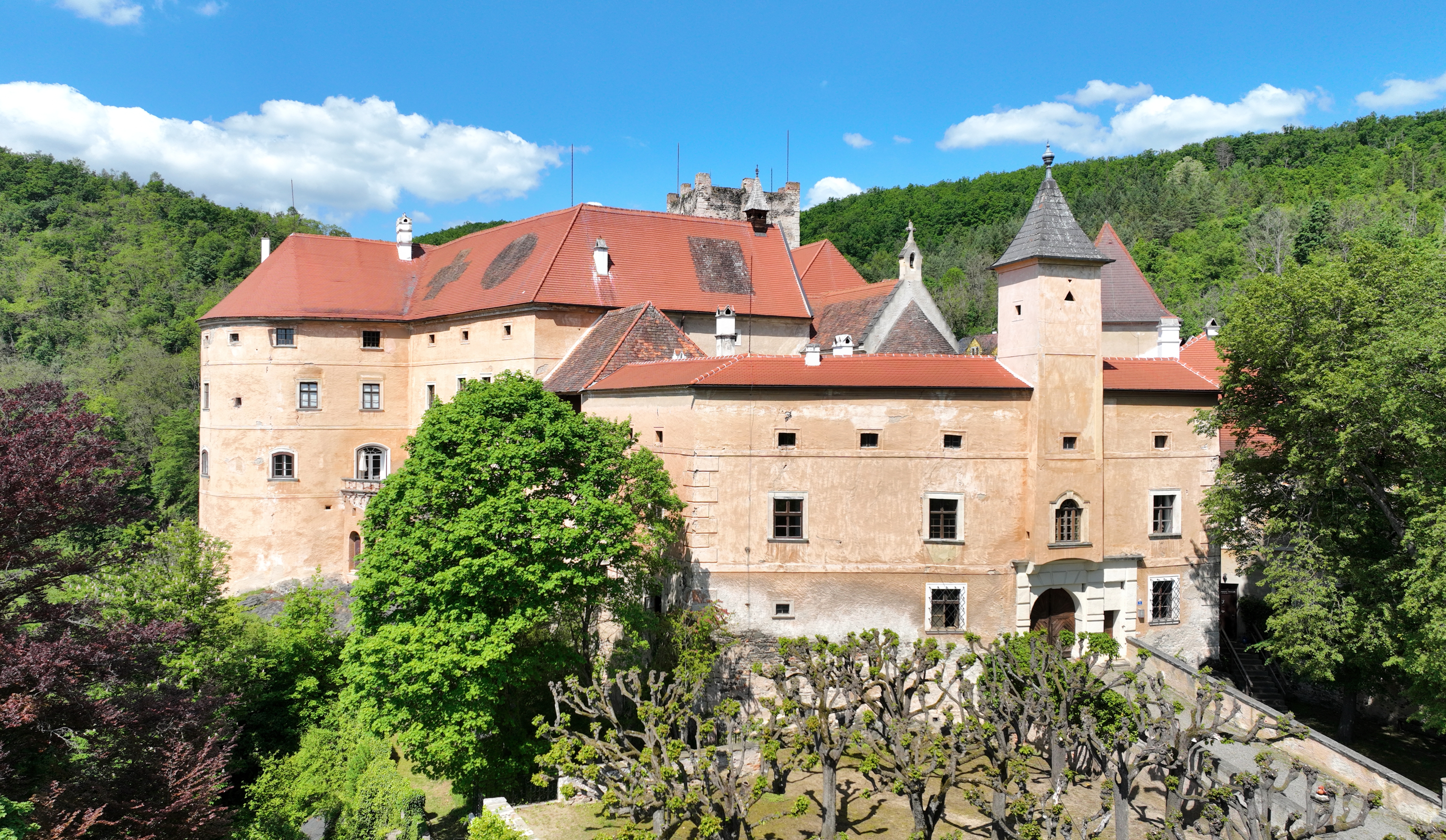
Schloss Buchberg
Schloss Buchberg entstand Mitte des 12. Jahrhunderts. Am Anfang des 17. Jahrhunderts wurde die mehrfach ausgebaute Burg in ein Schloss umgewandelt. Die heutigen Eigentümer, der Kunsthistoriker und Museumsentwickler Dieter Bogner und seine Frau, die Ethnologin Gertraud Bogner, ließen in den Räumen und Gärten des Schlossgebäudes von internationalen Künstlern wie Dan Graham, Roland Goeschl, Dora Maurer und Heimo Zobernig permanente Kunstinstallationen einrichten, die auf Anfrage und im Rahmen von Ausstellungen zu besichtigen sind.

## Wirtschaft und Infrastruktur

### Brandschutz
- Freiwillige Feuerwehr Buchberg

### Verkehr
Buchberg liegt an der Kamptalstraße (B34) und an der Kamptalbahn. Die ÖBB betreiben die Bedarfshaltestelle Buchberg/Kamp. Zwei Radwanderwege, die Kamp-Thaya-March-Radroute und der Kamptalweg, führen durch Buchberg.
Seit 1995 fährt der Garser Bus, eine Initiative des Wirtschaftsvereins „Gars Innovativ“, jeweils dienstags und freitags Buchberg, alle anderen Ortsteile und weitere Orte der Umgebung an, um Personen, die keinen PKW besitzen und keinen Anschluss an den ÖPNV haben, Einkäufe und Erledigungen in Gars am Kamp zu ermöglichen.

## Bedeutende Persönlichkeiten
- Karolina Lanckorońska (1898–2002), Kunsthistorikerin, wurde auf Schloss Buchberg geboren.